# Imma microsticta
Imma microsticta is een vlinder uit de familie van de Immidae. De wetenschappelijke naam van de soort is voor het eerst geldig gepubliceerd in 1897 door George Francis Hampson.